# Eddie Foy senior

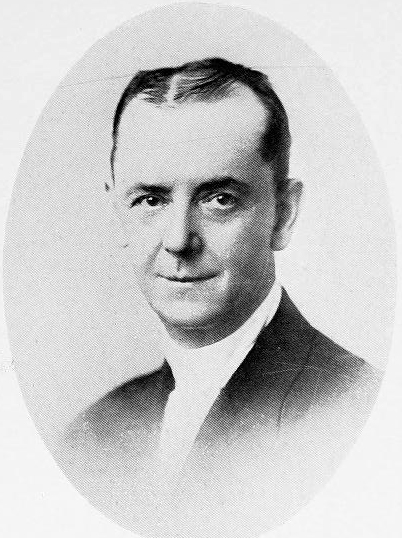
Eddie Foy (1912)

Eddie Foy Senior (* 9. März 1856 in Manhattan, New York als Edwin Fitzgerald; † 16. Februar 1928 in Kansas City, Missouri) war ein US-amerikanischer Schauspieler, Komiker und Tänzer. Er gilt als eine der prägenden Gestalten des amerikanischen Vaudeville.

## Theaterkarriere
Edwin Fitzgerald wurde unter einfachen Verhältnissen in Manhattan als Sohn irischer Einwanderer geboren, wuchs allerdings nach dem frühen Tod seines Vaters an Syphilis in Chicago auf. Bereits in seiner Kindheit absolvierte er zur finanziellen Unterstützung seiner alleinerziehenden Mutter Auftritte auf Straßen und Bühnen. Seinen Künstlernamen wählte er im Jahr 1872 nach einer Begegnung mit zwei Schwestern mit Nachnamen Foy, die er bewunderte. Als junger Mann erreichte er erste Bekanntheit in den Städten des Wilden Westens, wo er als Unterhalter unter teilweise abenteuerlichen Umständen auftrat. Er machte Bekanntschaft mit berühmten Gestalten wie Wyatt Earp, Bat Masterson und Doc Holliday. In Tombstone trat er angeblich zum Zeitpunkt der Schießerei am O. K. Corral auf. An der Ostküste half ihm seine Popularität im Westen wenig und es dauerte bis in die 1890er Jahre, bis er dort Hauptrollen erhielt. Foy besaß einen Ruf als vielseitiger Komödiant, er versuchte sich unter anderem als Sänger, Tänzer, Verkleidungskünstler, Imitator und Akrobat.
In einem Zeitraum von 30 Jahren wurde er in einigen der erfolgreichsten Komödienproduktionen seiner Generation besetzt. 1899 war Foy erstmals am Broadway zu sehen, wo er in den 1900er-Jahren Hauptdarsteller zahlreicher Musikkomödien war. Am 30. Dezember 1903 stand Foy in Chicago als Star beim Brand im Iroquois Theater auf der Bühne, der insgesamt über 600 Menschen das Leben kostete und bis heute der Brand eines Einzelgebäudes mit den meisten Todesopfern in der US-amerikanischen Geschichte ist. Foy erwarb sich während der Tragödie Sympathien, da er nach Ausbruch des Brandes lange auf der Bühne blieb, um unter den Zuschauern für Ruhe zu sorgen. Im Jahr 1913 zählte Foy zu den treibenden Kräften bei der Gründung der Schauspielgewerkschaft Actors’ Equity Association, die bis heute existiert und sich für die bessere Bezahlung von Schauspielern einsetzt.

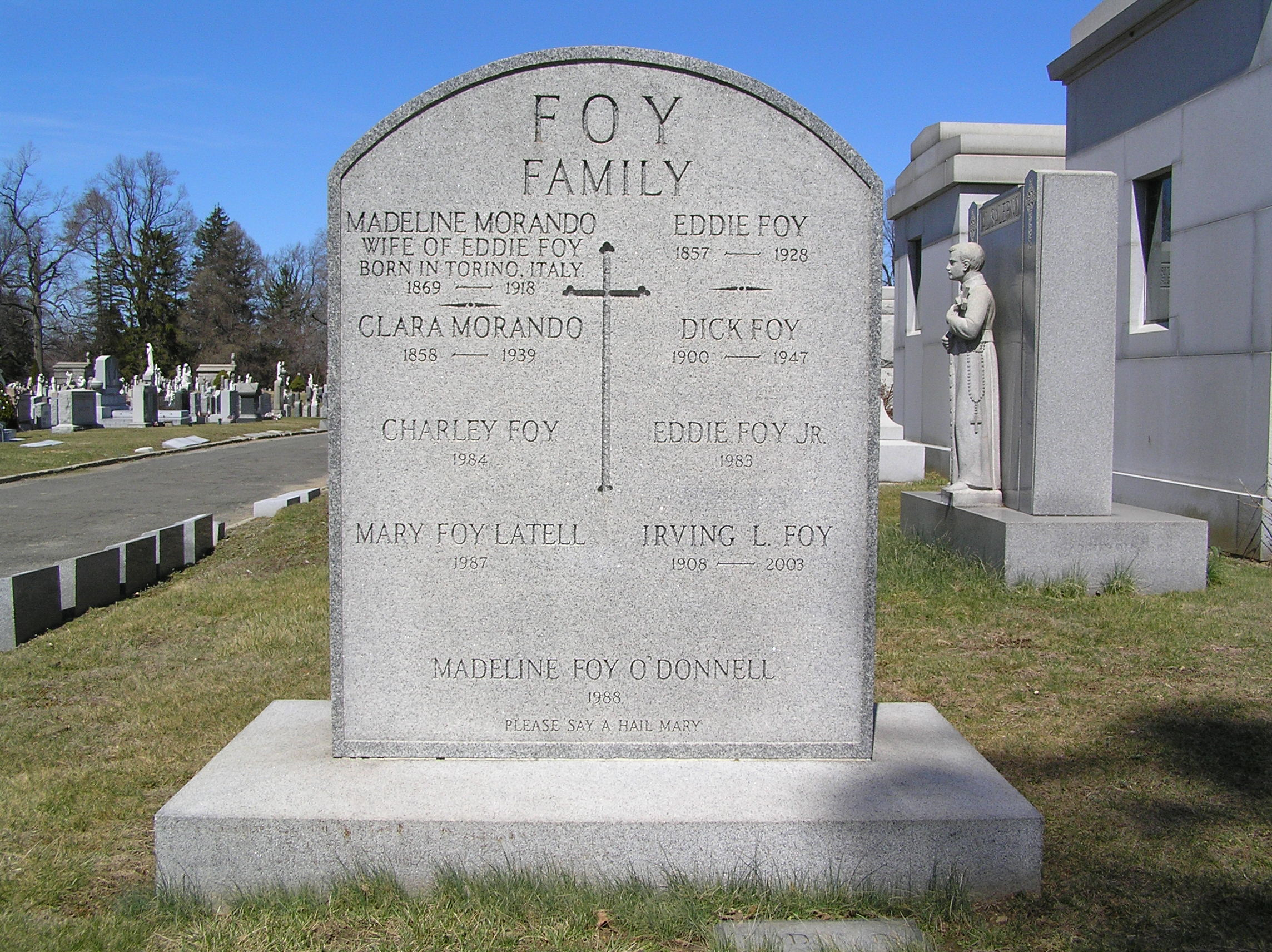
Grab der Familie Foy in Rochelle

Eddie Foy stand auch im fortgeschrittenen Alter auf der Bühne und galt bereits zu Lebzeiten als Theaterlegende. 1928 starb er im Alter von 71 Jahren in Kansas City an einem Herzinfarkt, während er dort gerade als Hauptdarsteller eines Stückes auftrat. Er wurde auf dem Holy Sepulchre Cemetery in New Rochelle beigesetzt. In New Rochelle wurde ebenfalls ein Park nach Eddie Foy benannt.

## Familie und dieSeven Little Foys

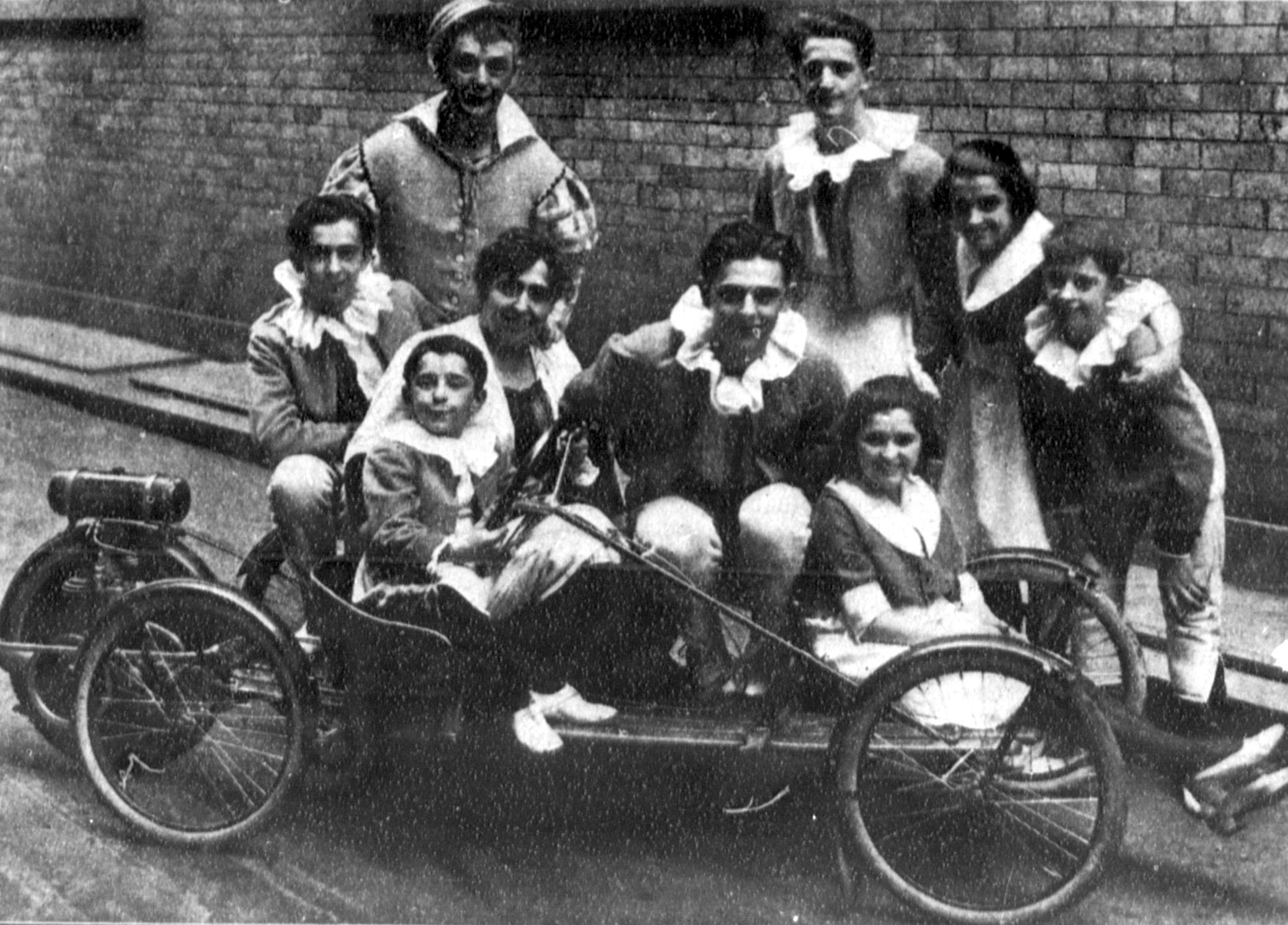
Eddie Foy mit seinen Kindern (1919)

Eddie Foy war dreimal verheiratet und hatte insgesamt 13 Kinder, von denen acht die Kindheit überlebten. Seine ersten beiden Ehefrauen starben vor ihm, mit seiner dritten Frau Marie war er von 1923 bis zu seinem Tod 1928 verheiratet.
Mit den sieben überlebenden Kindern aus seiner zweiten Ehe mit Madeline Morando verzeichnete er ab dem Jahr 1910, als er gemeinsam mit ihnen unter dem Namen The Seven Little Foys auftrat, große Erfolge. Foy erzählte auf der Bühne Witze, während seine Kinder Lieder oder Imitationen vortrugen. Die Foys tourten durch das ganze Land und drehten einen Film. Nachdem ihre Mutter Madeline im Jahr 1918 starb und die sieben Kinder langsam erwachsen wurden, löste sich die Gruppe Ende der 1910er-Jahre auf. Zwei von Foys Kindern hatten später nennenswerte Karrieren im Showgeschäft: Bryan Foy (1896–1977) arbeitete als Produzent und Regisseur bei Warner Brothers; Eddie Foy junior (1905–1983) wurde zu einem bekannten Film- und Theaterschauspieler.

## Eddie Foy in Filmen
Eddie Foy erhielt einen Stern auf dem Hollywood Walk of Fame in der Kategorie Film, obwohl er selbst nur an vier stummen Kurzfilmen mitwirkte.
Als historische Figur wurde Eddie Foy in einigen Hollywood-Spielfilmen dargestellt. Sein Sohn Eddie Foy junior spielte ihn in den Filmen Frontier Marshal (1939), Lillian Russell (1940), Yankee Doodle Dandy (1942) und Wilson (1944). Das Leben des Eddie Foy wurde 1955 als Komödiantenkinder (Originaltitel: The Seven Little Foys) unter Regie von Melville Shavelson verfilmt, in der Hauptrolle spielte Bob Hope als Eddie Foy, während James Cagney in einer Nebenrolle den George M. Cohan verkörperte.